# 國家中山科學研究院
國家中山科學研究院（簡稱：中山科學研究院、中科院，英文簡稱：NCSIST），為中華民國國防科技研發機構，屬於中華民國國防部監督之行政法人。主要目標為提升國防科技能力、建立自主國防工業、拓展國防及軍民通用技術。

## 歷史
- 1939年7月，國民政府航空委員會成立航空研究院於成都市泡桐樹街2號；後遷至南昌青雲譜機場。
- 1946年9月，空軍航空工業局在南京市成立。
- 1949年3月17日，航空工業局與航空研究院一起遷至臺灣省臺中市中區公園路2號[4]。11月1日，航空研究院縮編併入航空工業局，改為航空研究室。
- 1952年5月1日，航空工業局改組，原各製造廠改隸空軍供應司令部。7月1日，航空研究室擴編為航空研究院，院址遷到台中公園附近（今文英館與國立臺灣體育運動大學區域）[5]。
- 1954年7月1日，航空工業局改為空軍技術局[6]。
- 1965年4月9日：中華民國國防部成立「石門科學研究院籌備處」。11月12日，改為「中山科學研究院籌備處」[7]。
- 1969年3月，空軍技術局改制為空軍航空工業發展中心（簡稱航發中心），隸屬空軍總司令部，並遷至臺中市西屯區。7月1日，正式成立「中山科學研究院」。10月14日，航空研究院遷回公園路2號營區（空軍技術局舊址）。
- 1974年8月，航空研究院遷入航發中心廠區。
- 1983年1月，航發中心改隸中山科學研究院，更名為「中山科學研究院航空工業發展中心」。
- 1984年4月1日，聯勤第二〇六廠與系統工程研發中心併編為飛彈火箭製造中心，改隸中山科學研究院。
- 1992年1月1日，聯勤飛彈製造中心改隸中山科學研究院。
- 1996年7月1日，中山科學研究院航空工業發展中心改為國有民營事業「漢翔航空工業股份有限公司」，隸屬於經濟部國營事業委員會；但航空研究所繼續留至中科院。
- 2004年3月1日，中科院改隸國防部軍備局，更名為「國防部軍備局中山科學研究院」。
- 2014年4月16日，中科院改制為行政法人，更名為「國家中山科學研究院」。

## 歷任首長
國防部、國防部軍備局下轄時期（1969年7月1日－2014年4月15日）
| 任別               | 姓名               | 就職時間           | 卸任時間           | 備註                          |
| 中山科學研究院院長 | 中山科學研究院院長 | 中山科學研究院院長 | 中山科學研究院院長 | 中山科學研究院院長            |
| ------------------ | ------------------ | ------------------ | ------------------ | ----------------------------- |
| 1                  | 閻振興             | 1969年7月1日       | 1975年1月31日      | 唯一一位文人                  |
| 2                  | 唐君鉑             | 1975年2月1日       | 1982年11月4日      | 陸軍中將                      |
| 3                  | 郝柏村             | 1982年11月5日      | 1988年4月1日       | 陸軍一級上將； 參謀總長兼任   |
| 4                  | 葉昌桐             | 1988年4月1日       | 1988年9月11日      | 海軍二級上將； 副參謀總長兼任 |
| 5                  | 蔣仲苓             | 1988年9月11日      | 1989年10月20日     | 陸軍二級上將； 副參謀總長兼任 |
| 6                  | 劉曙晞             | 1989年10月20日     | 1995年6月30日      | 海軍二級上將；改制為專任職    |
| 7                  | 周敢               | 1995年7月1日       | 1996年5月31日      | 海軍中將；降編為中將缺        |
| 8                  | 沈方枰             | 1996年6月1日       | 1998年7月31日      | 海軍中將                      |
| 9                  | 陳友武             | 1998年8月1日       | 2001年7月15日      | 空軍中將                      |
| 10                 | 劉金陵             | 2001年7月16日      | 2003年12月31日     | 海軍中將                      |
| 11                 | 張元彬             | 2004年1月1日       | 2004年5月31日      | 空軍少將                      |
| 12                 | 龔家政             | 2004年6月1日       | 2007年11月30日     | 海軍中將                      |
| 13                 | 金壽豐             | 2007年12月1日      | 2014年1月15日      | 陸軍中將                      |
| 14                 | 張冠群             | 2014年1月16日      | 2014年4月15日      | 陸軍中將                      |

行政法人時期（2014年4月16日－迄今）
| 任別                                       | 姓名                                       | 圖像                                       | 就職時間                                   | 卸任時間                                   | 備註                                       |
| 國家中山科學研究院董事長（國防部部長兼任） | 國家中山科學研究院董事長（國防部部長兼任） | 國家中山科學研究院董事長（國防部部長兼任） | 國家中山科學研究院董事長（國防部部長兼任） | 國家中山科學研究院董事長（國防部部長兼任） | 國家中山科學研究院董事長（國防部部長兼任） |
| ------------------------------------------ | ------------------------------------------ | ------------------------------------------ | ------------------------------------------ | ------------------------------------------ | ------------------------------------------ |
| 1                                          | 嚴明                                       |                                            | 2014年4月16日                              | 2015年1月29日                              | 空軍退役上將                               |
| 2                                          | 高廣圻                                     |                                            | 2015年1月30日                              | 2016年5月19日                              | 海軍退役上將                               |
| 3                                          | 馮世寬                                     |                                            | 2016年5月20日                              | 2018年2月25日                              | 空軍退役上將                               |
| 4                                          | 嚴德發                                     |                                            | 2018年2月26日                              | 2021年2月22日                              | 陸軍退役上將                               |
| 5                                          | 邱國正                                     |                                            | 2021年2月23日                              | 2024年5月19日                              | 陸軍退役上將                               |
| 6                                          | 顧立雄                                     |                                            | 2024年5月20日                              | 現任                                       | 現任國防部文人部長                         |
| 國家中山科學研究院院長                     |                                            |                                            |                                            |                                            |                                            |
| 1                                          | 張冠群                                     |                                            | 2014年4月16日                              | 2017年4月30日                              | 陸軍中將                                   |
| 2                                          | 杲中興                                     |                                            | 2017年5月1日                               | 2020年4月15日                              | 空軍退役少將                               |
| 3                                          | 張忠誠                                     |                                            | 2020年4月16日                              | 2024年6月30日                              | 陸軍退役少將                               |
| 4                                          | 李世強                                     |                                            | 2024年7月1日                               | 現任                                       | 海軍中將                                   |

## 組織[8]

### 董事會組織
董事會
- 董事：11-15人（任期3年得連任一次，國防部部長、經濟部次長與國科會副主委為當然董事）
- 監事：3-5人（常務監事1人）
- 董事長（國防部長兼任）

| 董事 | 顧立雄（國防部部長） 賴建信（經濟部常務次長） 林法正（國立中央大學電機工程學系教授） 鍾樹明（陸軍二級上將、國防部軍備副部長） 陳忠文（陸軍中將、參謀本部副參謀總長） 黄佑民（海軍中將、國防部常務次長） 林文祥（陸軍中將、國防部軍備局局長） 苗蕙芬（國防部整合評估司司長） 黃文啓（陸軍中將、國防部戰略規劃司司長） 鄭桓圭（前工業技術研究院稽核室主任） 李忠憲（成功大學電機系教授） 張忠誠（前中山科學研究院院長） 黃曙光（海軍二級上將、前參謀本部參謀總長） |
| 監事 | 蔡鴻坤（行政院主計總處政務副主計長） 謝其賢（國防部主計局局長） 陳正然（搜尋引擎蕃薯藤創辦人） 劉復龍（陸軍中將退役、前國防部軍備局局長） |

幕僚單位
- 秘書室、稽核室、諮詢委員會、研究發展推動會

### 院組織
- 院長
  - 副院長：首席副院長（行政總監業務）、副院長1（業管項目，對外行銷業務）、副院長2（潛艦國造、國艦國造業務）、副院長3（國機國造業務）

院本部
- 策略研析暨發展委員會、公共關係室、法律事務室、工安衛生室、督察室、安全室、財務室、醫務所、逸光幼兒園
- 營運中心（督考品保處、企劃處）、管理中心（設施工程處、物料運籌處、人力資源處、總務處）

研發單位
航空研究所、飛彈火箭研究所、資訊通信研究所、化學研究所、材料暨光電研究所、電子系統研究所、系統發展中心、系統製造中心、系統維護中心、資訊安全中心、軍民通用中心、推進劑研製中心

## 研發產品

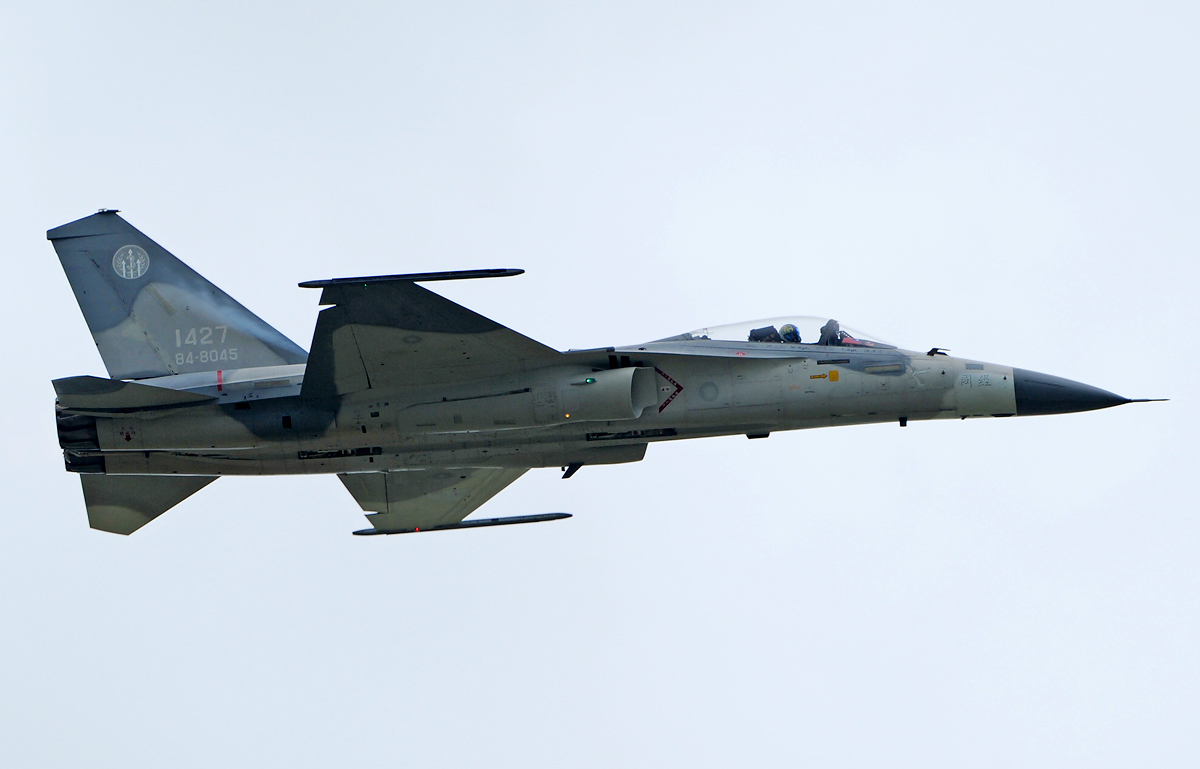
F-CK-1經國號戰鬥機

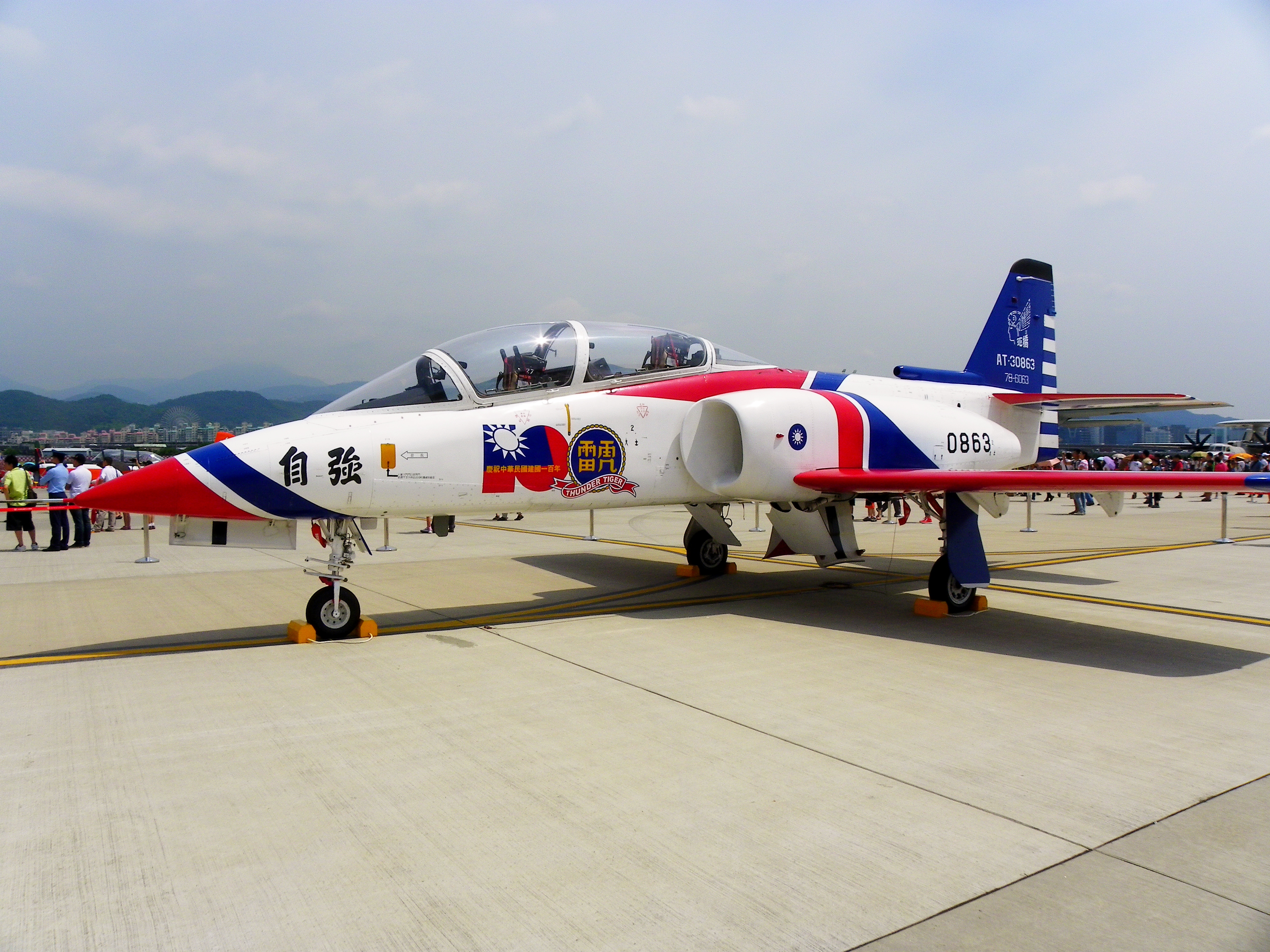
AT-3自強號高級教練/輕攻擊機

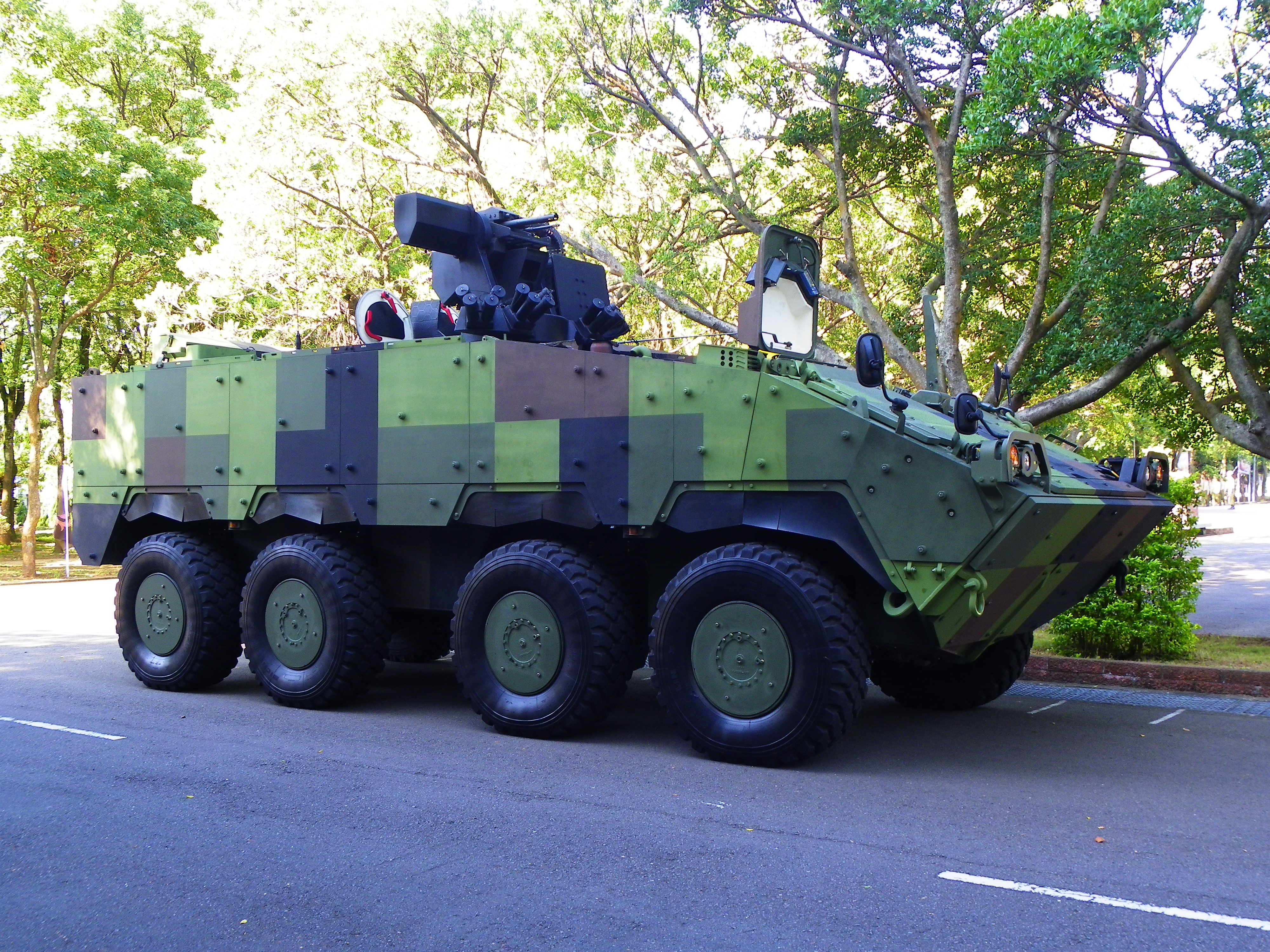
CM-32雲豹八輪裝甲車

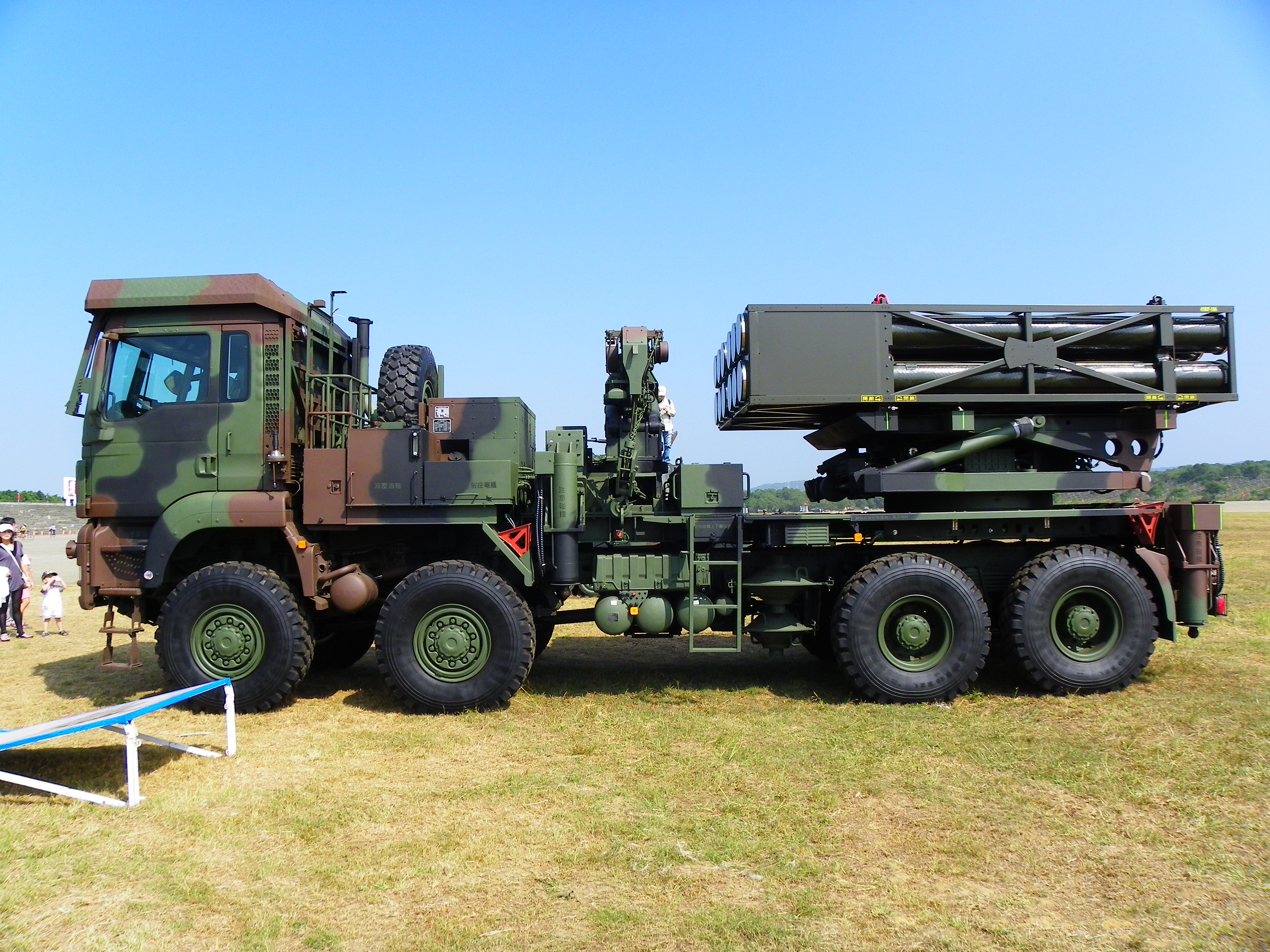
雷霆2000多管火箭系統

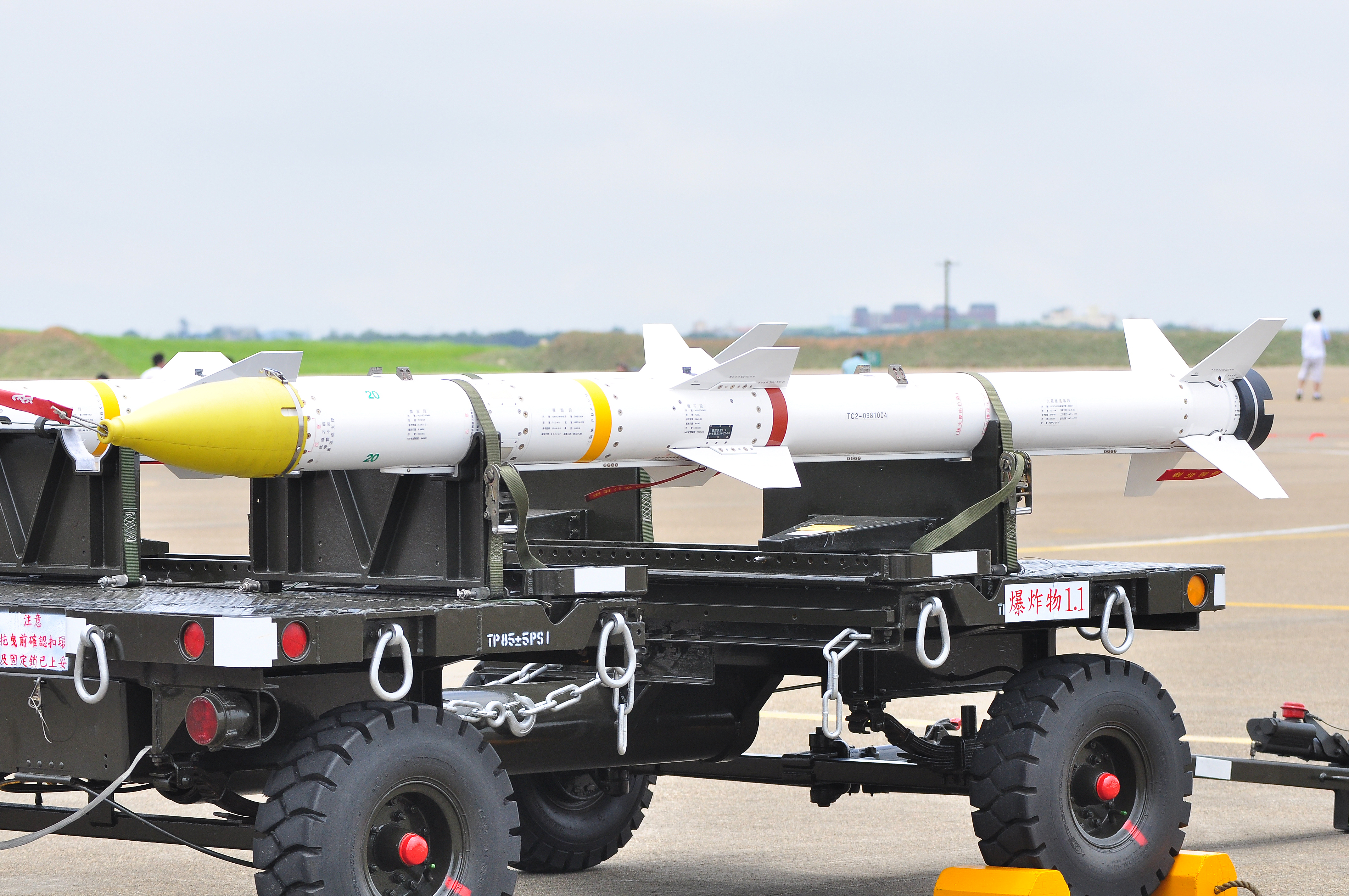
天劍二型空對空飛彈

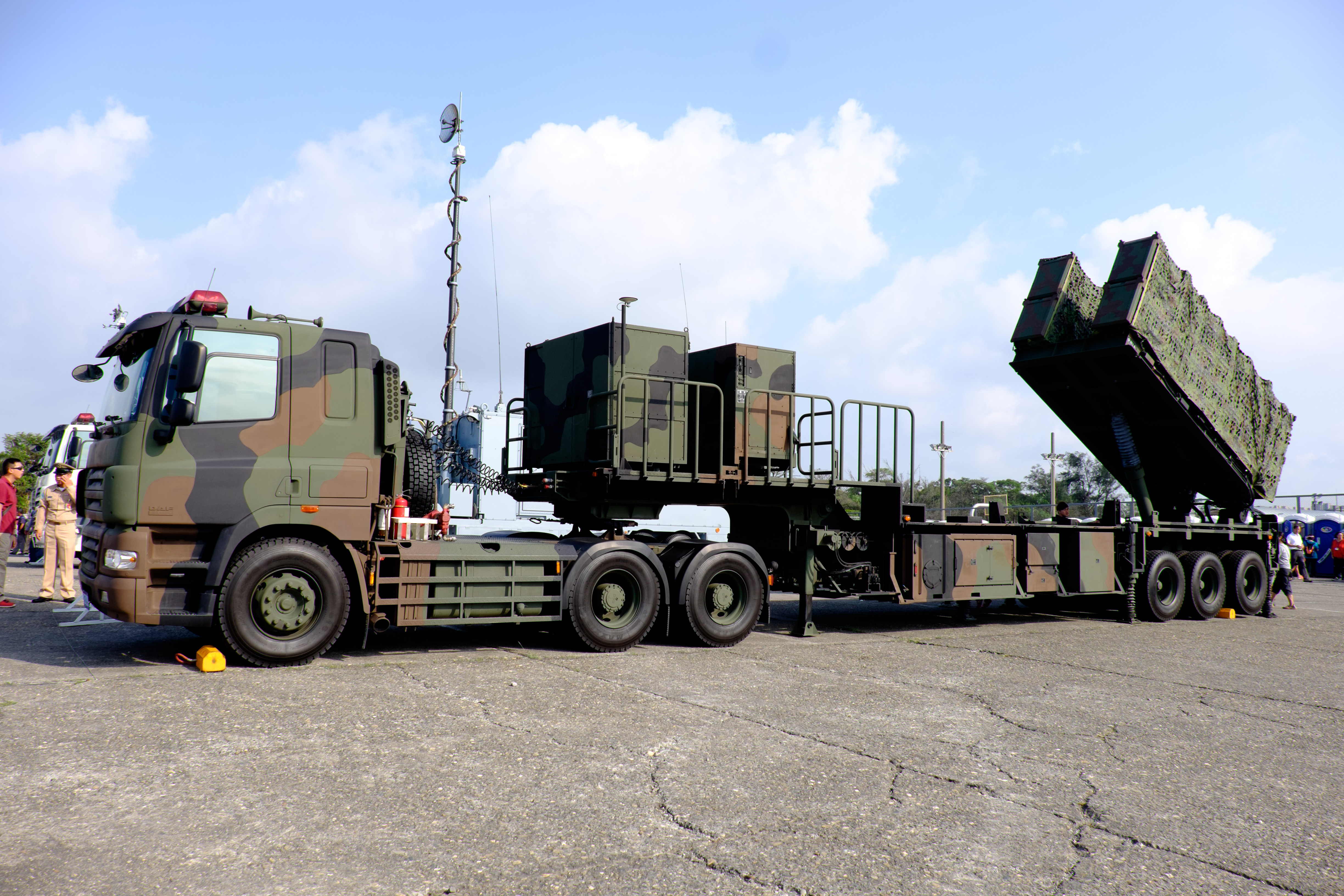
雄風二型反艦飛彈機動發射車

### 知名軍品[9]
- 巡弋飛彈：雄風二E巡弋飛彈、萬劍飛彈、雲峰飛彈（擎天極音速巡弋飛彈）
- 短程彈道飛彈：青鋒飛彈
- 中程彈道飛彈：天馬飛彈
- 防空飛彈：天弓一型防空飛彈、天弓二型防空飛彈、天弓三型防空飛彈、天弓四型防空飛彈、捷羚防空飛彈系統、陸劍二防空飛彈系統、海劍二防空飛彈系統
- 近迫武器系統：海劍羚飛彈系統
- 空對空飛彈：天劍一型飛彈、天劍二型飛彈
- 反艦飛彈：雄風一型反艦飛彈、雄風二型反艦飛彈、雄風三型反艦飛彈
- 反坦克飛彈：昆吾飛彈
- 戰鬥機：F-CK-1經國號戰鬥機
- 攻擊機/教練機：AT-3自強號高級教練/輕攻擊機、T-BE5A高級教練機
- 無人航空載具：騰雲無人機、銳鳶無人機、紅雀無人機、劍翔無人機
- 潛艦：海鯤級潛艦
- 巡邏艦：龍江級巡邏艇、錦江級巡邏艦、沱江級巡邏艦
- 飛彈快艇：海鷗級飛彈快艇、光華六號飛彈快艇
- 裝甲車：雲豹裝甲車
- 多管火箭炮：工蜂四型多管火箭、工蜂六型多管火箭、工蜂七型多管火箭、雷霆2000多管火箭系統
- 火箭彈發射器：紅隼反裝甲火箭
- 火控雷達：CS/MPQ-78雷達、CS/MPQ-90雷達
- 遙控武器系統：近程自動化防禦武器系統、鎮海火箭彈系統
- 核子武器研發（已於1988年終結）
- 海上測試載台：光榮之星海上測試載台

### 計畫
- 月球資源探測計畫（Resource Prospector Mission）[10]

### 已（半）公開計畫
| 計畫代號   | 研發內容 | 預算（新台幣）  |
| ---------- | --- | --------------- |
| 擎昇計畫   | 研製遠程彈道飛彈/遠程攻陸衝壓飛彈。 | 59億元          |
| 擎天計畫   | 研製遠程彈道飛彈。 |                 |
| 雄昇計畫   | 雄風二E巡弋飛彈 |                 |
| 戟隼計畫   | 雄風二E巡弋飛彈 | 340億元         |
| 星隼計畫   | 砲兵短程戰術彈道飛彈 | 238億元         |
| 雄評計畫   | 雄風三型反艦飛彈 |                 |
| 追風計畫   | 雄風三型反艦飛彈。 |                 |
| 層系計畫   | 研發天弓三型防空飛彈。 | 39億元          |
| 青雲計畫   | 研發可安裝於雷霆2000多管火箭系統MK45火箭彈內的燃料空氣炸彈。                                                                                          | 機密            |
| 玄天計畫   | 研製高能電磁脈衝武器。 |                 |
| 玄宇計畫   | 研製石墨纖維炸彈。 |                 |
| 玄機計畫   | C-130HE電戰機(執行旁立式干擾的電子反制機)，及搭載中空軍自動化電子偵測系統。                                                                           |                 |
| 劍翔計畫   | 反輻射無人攻擊載具(可攜帶空對地武器戰術型攻擊無人機)                                                                                                  |                 |
| 劍評計畫   | 天劍二A反輻射飛彈。 |                 |
| 萬劍計畫   | 空射遠攻武器，機場壓制武器。 | 22億元          |
| 萬昇計畫   | 萬劍飛彈昇級計畫。 |                 |
| 百捷計畫   | | 57億元          |
| 捷羚計畫   | 天劍一型飛彈陸射型短程防空系統。 |                 |
| 捷二計畫   | 陸軍夜視鏡案。 |                 |
| 迅隼計畫   | 升級拉法葉級巡防艦防空系統，搭載海劍二防空飛彈系統。                                                                                                  |                 |
| 迅海計畫   | 量產沱江級巡邏艦。 |                 |
| 迅聯計畫   | 新式水面艦戰鬥系統。以武進三型作戰系統H-930 MCS全分散式模組化戰鬥系統為基礎的升級版，結合多目標接戰與飛彈垂直發射系統，並聯結電戰反制系統與聲納系統。 | 67億            |
| 翔昇計畫   | IDF改良計畫。 |                 |
| 翔鷹計畫   | 中翔二型研發。量產代號「銳鳶專案」，由中華民國陸軍操作，以維繫中科院UAV研發產能。                                                                     | 37億元          |
| 安翔計畫   | IDF研發計畫。 |                 |
| 安宇計畫   | 戰管自動化系統（分為多項案子）。 |                 |
| 天頻計畫   | 衛星通訊車案。 |                 |
| 長征計畫   | 長距離航程無人飛行器研發案。 | 30億            |
| 麒麟專案   | 火箭載具研發 | 124億7400萬餘元 |
| 奔劍專案   | 天劍二C飛彈研發案 |                 |
| 劍影專案   | 艦載飛彈型近迫武器系統研發案 | 24億4058萬5千元 |
| 迅馳專案   | 研發Mk 44巨蝮二式鏈炮炮塔 |                 |
| 織女星計畫 | 下一代戰機推進系統 | 17億1千餘萬元   |
| 亢龍計畫   | 潛艦用長程重型魚雷研發案 |                 |
| 華陽計畫   | 艦載垂直發射系統研發案 |                 |
| 雄鷙專案   | 空射型雄風三型反艦飛彈 | 88億439萬5千元  |
| 獵豹專案   | 研製雲豹105公釐輪型戰砲甲車。 | 7億餘元         |
| 雷昇專案   | 雷霆2000多管火箭系統昇級計畫。 |                 |
| 雷護專案   | 高能雷射武器（車載雷射砲） | 9億3660萬餘元   |
| 慧龍專案   | 慧龍號無人潛艦 | 36.6億元        |
| 快奇專案   | 攻擊型無人快艇 | 8億1200萬元     |
| 勇武計畫   | 研發雲豹輪型戰車砲塔 | 2.9億           |
| 玄甲專案   | 研發主動防護系統 |                 |
| 神龍計畫   | 劍龍級潛艦戰鬥系統提升 | 74億1254萬元    |
| 玄戟專案   | 研發IDF機載電子作戰系統 | 40億元          |

| 擎：高速飛彈載具、雄：巡弋飛彈、風：反艦飛彈、玄：電磁武器、劍：戰機武器／無人機系統、萬：數量型武器、迅：艦船系統、評／昇：研改計劃、捷：陸地系統、翔：戰機系統、安：空防系統、隼：飛彈系統、影：近迫武器系統、陽：武器發射系統、龍：水下武器系統、獵：輪型戰車、雷：雷射武器、快：無人快艇 |

## 註释
1. ↑  預算為2008年至2013年間編列，性能未達標準開發中止，後改為研發大型無人機。
2. ↑  在陸軍採用改良與延壽型M60A3戰車並搭配對美採購M1A2T戰車下，決定不再投資軍備局研發第三輛樣車，也不再評估建案採購部署[46]，但於軍備局及中科院開發人員多方奔走後確定繼續研發[47]。

## 外部連結
- 國家中山科學研究院